# Маградзе, Гугули
Гугули Маградзе (груз. გუგული მაღრაძე, род. 9 апреля 1945, Цхалтубо, Имеретия) — советский грузинский психолог, педагог, государственный и политический деятель. Депутат парламента Грузии III, V и VI созывов (2004-2008, 2012-2020). Доктор философских наук (1992).

## Биография
Родилась 9 апреля 1945 года в Цхалтубо, Грузинской ССР. 
В 1968 году завершила обучение на факультете философии и психологии Тбилисского государственного университета, в 1974 году успешно обучилась на факультете западноевропейских языков и литературы Тбилисского университета по специальности «Английский язык и литература». В 1997 году получила ещё одно высшее образование, завершив обучение на юридическом факультете Тбилисского университета.

## Научная деятельность
С 1964 по 1968 годы работала научным сотрудником Института психологии имени Дмитрия Узнадзе Академии наук Грузии. С 1964 по 1969 годы — стипендиат имени Дмитрия Узнадзе. С 1978 по 1981 годы трудилась в должности заведующего кафедрой психологии несовершеннолетних правонарушителей Института права Академии наук Грузии. 
С 1992 по 1998 годы работала руководителем пресс-службы Союза грузинских традиционалистов. С 1994 по 1997 годы была заведующим кафедрой общественных наук Тбилисского государственного института экономических отношений. С 1995 по 1998 годы — проректор Грузинского университета имени Давида Агмашенебели. С 1981 по 2001 годы — профессор Тбилисского государственного университета. С 2000 по 2001 годы также приглашённый профессор Университета Джорджа Мейсона, США. С 2001 по 2006 годы работала заведующим кафедрой социальной психологии Тбилисского государственного университета. С 2006 года является профессором Тбилисского государственного университета, заведующим кафедрой конфликтологии.

## Политическая деятельность
С 2004 по 2008 годы — депутат парламента Грузии 3-го созыва по партийному списку от избирательного блока «Национальное движение — демократы». 
С 2012 по 2016 годы — депутат парламента Грузии 5-го созыва по партийному списку от избирательного блока «Бидзина Иванишвили — Грузинская мечта». 
С 2016 по 2020 годы — депутат парламента Грузии 6-го созыва по партийному списку от избирательного блока «Грузинская мечта — Демократическая Грузия».

## Труды
Автор 2 монографий — «Настроения социальных групп и конформизм» (1980), «Психология социальных влияний» (2007) и учебника — «Конфликт, гендер и миростроительство» (2005). 
В 1976 году защитила диссертацию на соискание степени кандидата наук, на тему «Отношение к социальной группе и конформизм». 
В 1992 году успешно защитила докторскую диссертацию на тему «Психологические закономерности отношений между большинством и меньшинством».